# Göran Topelius
Georg (Göran) Zacharias Topelius, född 11 oktober 1893 i Helsingfors, död 1 september 1985 i Stockholm, var en svensk ämbetsman.
Som ung kom Topelius från Finland till Sverige och fick svenskt medborgarskap 1916. Han blev filosofie kandidat vid Uppsala universitet 1915, avlade examen vid Handelshögskolan 1919 och kansliexamen 1921, blev amanuens i Finansdepartementet 1920, i Marinförvaltningen 1923 och i Försvarsdepartementet 1925. Han blev andre kanslisekreterare 1934, förste kanslisekreterare 1938, tillförordnat kansliråd i Ecklesiastikdepartementet 1944, kansliråd i Kunglig Majestäts kansli 1946 och kanslerssekreterare vid Universitetskanslersämbetet samma år. Topelius var sekreterare vid Nationalmuseum 1937–1946, blev sekreterare i teaterrådet 1941 och ledamot av detsamma 1947. han blev ledamot av styrelsen för Svenska institutet i Rom 1948, av delegationen för stiftelsen San Michele 1950 samt var från 1948 ledamot av organisationskommittén för den medicinska högskolan i Göteborg. Topelius blev medicine hedersdoktor vid Göteborgs högskola 1953. Topelius var sekreterare respektive ledamot i ett flertal statliga kommittéer och tjänstgjorde i riksdagen från 1922, därvid från 1939 som sekreterare på statsutskottets kulturavdelning.
Göran Topelius var son till hovrådet Georg Topelius och Nadine Kiseleff. Han var gift första gången 1918–1931 med Margareta Suber, andra gången 1932–1948 med Lillemor Blom, senare omgift Tysklind, och tredje gången från 1948 med Elsa Pettersson. En son i första äktenskapet var Christer Topelius.